# Hvězdnatec zubatý

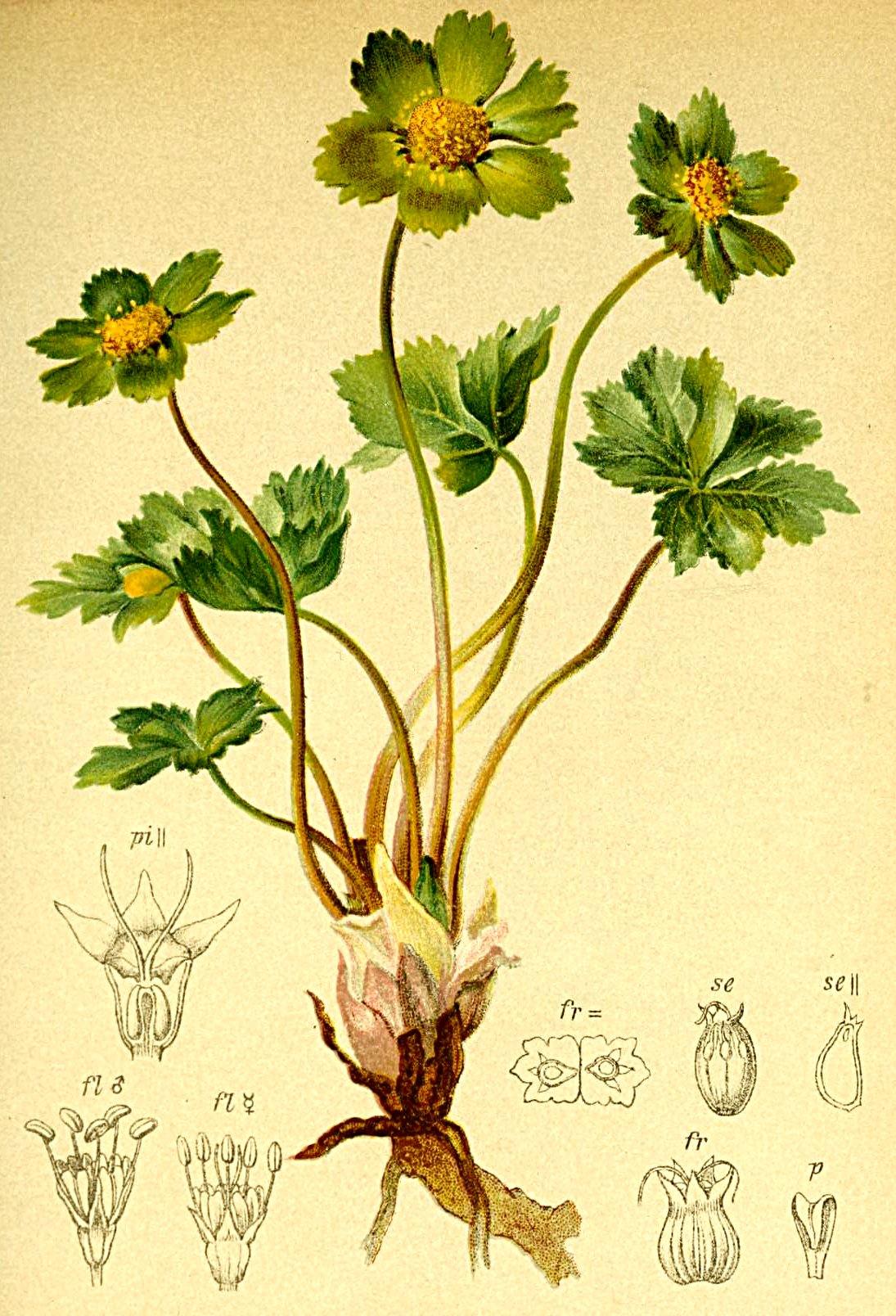
Nákres hvězdnatce zubatého

Hvězdnatec zubatý (Hacquetia epipactis) je jediný, žlutě vykvétající rostlinný druh monotypického rodu hvězdnatec s fenologickým optimem od konce března do začátku května.

## Rozšíření
Areál hvězdnatce zubatého je poměrně malý, obsahuje pouze oblasti v jihovýchodních Alpách a západních Karpatech. Roste na Slovensku, v Rakousku, Slovinsku a Chorvatsku, ostrůvkovitě i v severní Itálii. Jeho severní hranice probíhá jihem Polska a západní vede přes Moravu; v Čechách se neobjevuje.
V ČR roste jako vlhkomilný a stínomilný druh v listnatých lesích, v době svého časného jarního kvetení však obvykle kvete ještě na plném slunci. Nejlépe se mu daří na hlinitých až jílovitých vlhkých půdách s dostatkem humusu, nejčastěji v mezofytiku středních a vyšších poloh východní a střední Moravy.
Vzhledem k nemnohým a stále méně početným místům výskytu je „Červeným seznamem cévnatých rostlin České republiky“ hvězdnatec zubatý zařazen do skupiny potenciálně ohrožených druhů (C4a).

## Popis
Vytrvalá bylina s 20 až 25 cm vysokými čtyřhrannými nevětvenými květními lodyhami, které jsou lysé a bez listů. Vyrůstají společně s přízemními listy z krátkého, šupinatého, černohnědého plazivého oddenku. Listy mají dlouhé řapíky a jejich v obrysu okrouhlé čepele jsou dlanitě rozčleněny do 3 až 5 jasně zelených obvejčitých, 2 až 4 cm dlouhých úkrojků s třemi laloky, které jsou na vrcholu zubaté. Listy vyrůstají až po odkvětu.
Květné lodyhy nesou malé žluté květy sestavené do květenství jednoduchého okolíku. Jeho obal je tvořen 5 až 6 nápadnými zelenými nebo žlutozelenými pilovitými obvejčitými listeny dlouhými 2 až 3 cm, které okolík značně přesahují. Pravidelné drobné žluté květy jsou po obvodu okolíku krátce stopkaté samčí a ve středu přisedlé oboupohlavné. Mají vytrvalé zašpičatělé kališní lístky 0,5 až 1 mm dlouhé, přímé žluté lístky korunní a nápadně dlouhé tyčinky s prašníky, které se mohou dotknout blizen na prodloužených čnělkách sousedních květů; opylení je proto převážně geitonogamické. Tento kryptofyt má ploidii 2n = 16.
Plodem je v obrysu eliptická až okrouhlá, ze stran zploštělá, lysá, visící dvounažka se zaschlými kališními lístky. Každá asi 4 mm velká nažka má 5 podélných, nitkovitých žeber a obsahuje semeno, jehož bílek je na vnitřní straně plochý.
Hvězdnatec je vhodnou rostlinou pro pokrytí půdy na vlhkém a zastíněném místě, např. ve světlejším stínu listnatých stromů nebo na skalce, odkud samovolným vysemeňováním dochází k expanzi rostlin. V zahradnické praxi se rozmnožuje rozdělováním trsů po odkvětu.

## Symbolika
Rostlina je symbolem města Český Těšín, kde bývá nazývána jako „Těšíňanka“ a její květ zde zdobí materiály mnoha sdružení, vydavatelství a iniciativ. Zasloužilým osobám regionu se věnují zlaté či stříbrné stylizované květy hvězdnatce, bývá i námětem místních výtvarných umělců, např. Idy Münzbergové.